# Budynek Towarzystwa Gimnastycznego „Sokół” w Żywcu
Budynek Towarzystwa Gimnastycznego „Sokół” w Żywcu – zabytkowa dawna sala sportowa znajdująca się w Żywcu. Stanowi siedzibę Miejskiego Centrum Kultury.

## Historia

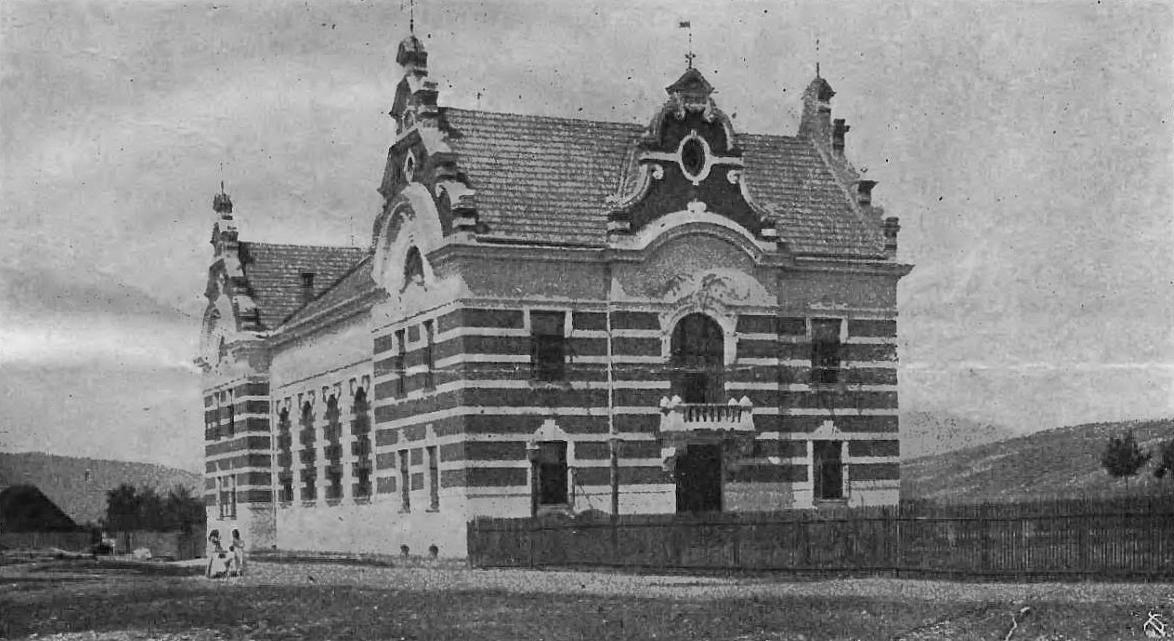
Gmach Towarzystwa Gimnastycznego „Sokół” w okresie 1904–1905

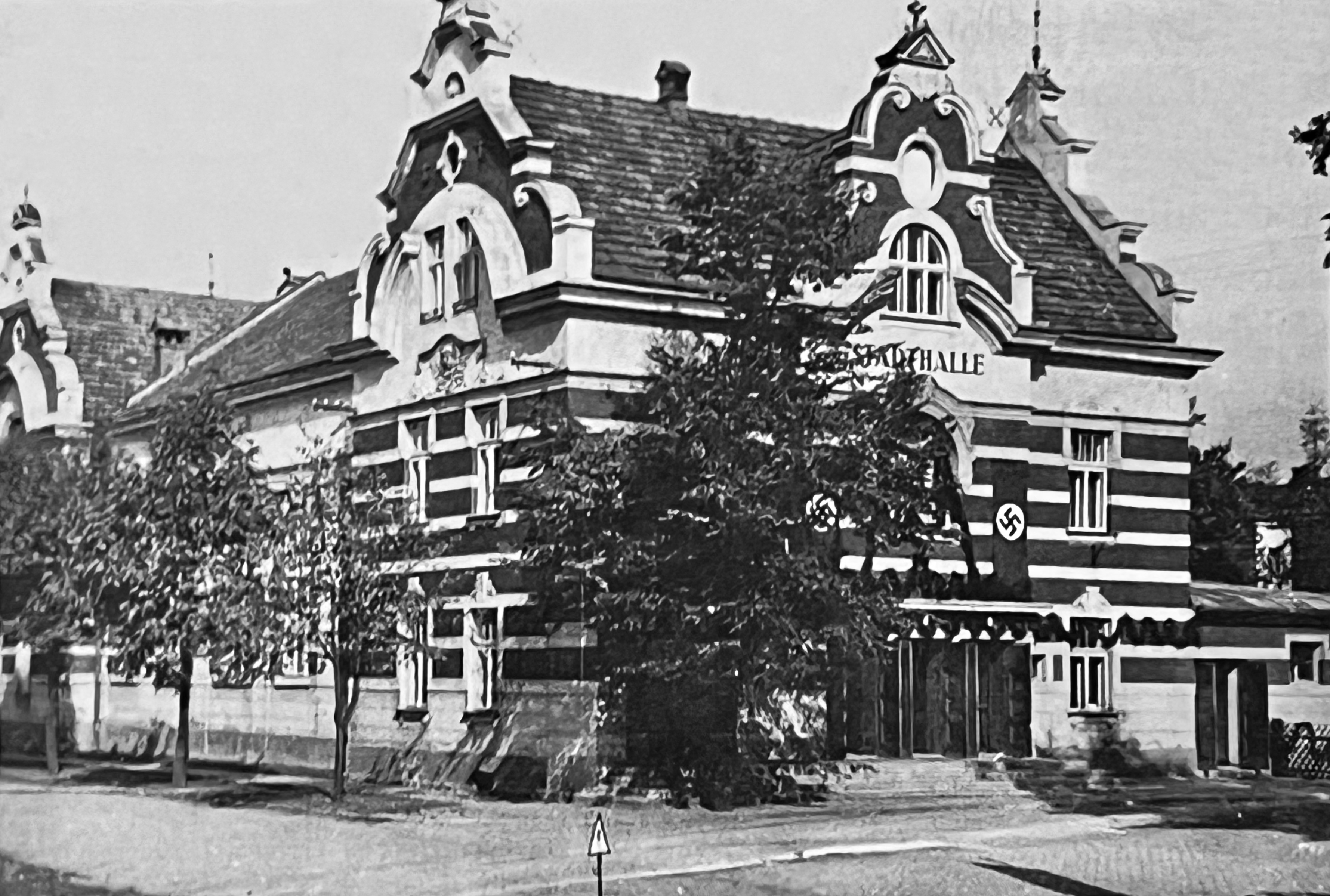
Hala Miejska w Żywcu w 1943

### Budowa gmachu
Od momentu założenia Towarzystwa Gimnastycznego „Sokół” w Żywcu 15 lipca 1883 jego członkowie prowadzili zbiórkę funduszy na budowę siedziby Towarzystwa, jak również czynili starania o pozyskanie stosownej działki. Pieniądze na powstanie obiektu były pozyskiwane ze składek członków, z biletów wstępu na organizowane przez nich wydarzenia oraz ze zbiórek publicznych. 2 marca 1885 przez walne zgromadzenie Towarzystwa zostało uchwalone wystosowanie wniosku do Rady Gminnej o wybudowanie dla niego sali. Przez kolejne kilka lat prośba ta polegała dyskusjom w radzie.
Do budowy siedziby Towarzystwa Gimnastycznego „Sokół” przystąpiono w 1900 na terenie, gdzie do tej pory zlokalizowane były stodoły należące do mieszkańców Rudzy. Budowa obiektu została zakończona w 1902 roku.

### Dzieje za czasów Galicji
W 1904 doszło do regulacji drogi prowadzącej do budynku i dalej do Starego Żywca. Otrzymała ona wówczas nazwę ulicy Sokolskiej.
W 1908 miały miejsce prace modernizacyjne związane z oświetleniem wewnątrz gmachu, z uwagi na niedogodności dla członków towarzystwa z powodu braku w budynku nowoczesnych lamp. Budynek uzyskał wówczas oświetlenie karbidowe. Po 1909 doszło także do remontu głównej sali oraz przebudowy sceny.
W 1910 obiekt stał się również siedzibą powstałego wówczas Towarzystwa Sportowego „Koszarawa”.

### I wojna światowa i dwudziestolecie międzywojenne
Podczas I wojny światowej w budynku „Sokoła” stacjonowały austriackie wojska. Mieściły się tu koszary oraz magazyny armii, co doprowadziło do uszkodzenia gmachu. Po zakończeniu wojny został on wyremontowany. Następnie doszło do jego rozbudowy, w wyniku której utworzona została kręgielnia i kolejna sala, garderoba damska, kuchnia i hala maszynowa. W jego sąsiedztwie powstało ponadto nowe boisko do siatkówki i koszykówki, korty tenisowe, bieżnia oraz skocznia lekkoatletyczna, jak również plac do prowadzenia ćwiczeń gimnastycznych. W pracach tych uczestniczyli częściowo sami członkowie Towarzystwa „Sokół”, jak choćby przy budowie fundamentów pod nowe części obiektu.
W okresie międzywojennym w siedzibie Towarzystwa poza działalnością związaną ze sportem prowadzone były zabawy taneczne i wieczorki oraz wystawiano przedstawienia, a przychody z biletów wraz z dochodami ze sprzedaży podczas nich m.in. tytoniu, jak również z wynajmu kręgielni doprowadziły do korzystnej sytuacji finansowej instytucji. Dzięki temu możliwe było przeprowadzanie przez nią inwestycji w jej budynek. W 1928 dokonano kolejnego remontu gmachu. Została tu doprowadzona sieć elektroenergetyczna, kanalizacyjna i wodociągowa.
11 września 1932 w budynku miało miejsce spotkanie z generałem Józefem Hallerem, odbywającym wizytę w Żywcu. W 1936 nastąpiło odświeżenie fasady zewnętrznej obiektu, a podczas tych prac dobudowany został także balkon.
W 1939 bezpośrednio przed rozpoczęciem II wojny światowej został utworzony Batalion Obrony Narodowej „Żywiec”, którego żołnierzy skoszarowano m.in. na terenie gmachu „Sokoła”.

### II wojna światowa
W pierwszych dniach po nastaniu okupacji niemieckiej w budynku przez hitlerowców został urządzony magazyn zbiorczy towarów pochodzących z zajętych sklepów prowadzonych przez Żydów, a następnie produkty te zostały sprzedane miejscowej ludności przez władze miejskie po cenach przedwojennych. Później przez okupanta obiekt został przekształcony  na przeznaczoną dla Niemców Halę Miejską („Stadthalle”), która stała się miejsce prowadzenia propagandowych imprez, akademii i uroczystości organizowanych m.in. przez nazistowską organizację „Kraft durch Freude”, nadzór nad którą sprawował Front Pracy funkcjonujący przy NSDAP. W sąsiedztwie gmachu zbudowany został również wówczas schron przeciwlotniczy.

### Okres powojenny
Po zakończeniu II wojny światowej w budynku funkcjonowanie rozpoczął Miejski Dom Kultury. W celu urządzenia sali kinowej doszło do zamurowania okien w dawnej sali gimnastycznej. W okresie 1956–1957 w obiekcie działalność prowadził również Teatr Ziemi Żywieckiej, który został jednak zlikwidowany z powodu problemów finansowych.
Działający w budynku Miejski Dom Kultury został w późniejszym okresie przekształcony w Międzyszkolny Ośrodek Kultury i Sportu, a współcześnie funkcjonuje jako Miejskie Centrum Kultury w Żywcu.